# La Machine à différences
La Machine à différences (titre original : The Difference Engine) est un roman de William Gibson et Bruce Sterling publié en 1990. C'est une uchronie et un célèbre exemple de steampunk.

## Résumé
1855 : les machines à différences, ces ordinateurs composés de roues dentées, de bielles et de leviers, mus par la vapeur et inventés par Charles Babbage sont au cœur de la société industrielle anglaise. Des transports sous-terrestres sillonnent Londres en proie à la pollution. Le célèbre Derby oppose des vapomobiles, machines à vapeur de course.
Lord Byron est le premier ministre de Sa majesté la reine Victoria du Royaume-Uni. Byron, chef du parti radical qui a installé un système méritocratique, gouverne l'Empire britannique sur des principes scientifiques et industrialistes.
Ada Byron, sa fille, génie des mathématiques qui a aidé Babbage dans la conception des machines, est surnommée « la reine des machines », mais est en proie à une addiction aux jeux de hasard ; elle a de mauvaises fréquentations.
Edward « Léviathan » Mallory, l'explorateur paléontologue découvreur du brontosaure en Amérique du nord, permet à Lady Ada d'échapper au capitaine Swing et sa complice. Il se retrouve alors en possession d'un mystérieux paquet de cartes mécanographiques que convoitaient les deux criminels. Les ennuis de Mallory commencent, on tente de le discréditer et même de le tuer.
Alors qu'une canicule s'abat sur Londres, le capitaine Swing fomente des émeutes de grande ampleur pour abattre le pouvoir des radicaux et libérer la société des machines. Avec l'aide de Sybil Gerard, femme déchue, fille d'un célèbre agitateur qui poussait à la destruction des machines et mort sur l'échafaud, et de Laurence Oliphant, diplomate ou plutôt espion de la reine, il va commencer à comprendre quel est le sens des mystérieuses cartes.

## Éditions françaises
- William Gibson et Bruce Sterling (trad. de l'anglais), La Machine à différences [« The Difference Engine »], Paris, Robert Laffont, coll. « Ailleurs et Demain », 12 septembre 1999, 445 p. (ISBN 2-221-08249-4)
- William Gibson et Bruce Sterling (trad. de l'anglais par Bernard Sigaud, préf. Gérard Klein), La Machine à différences [« The Difference engine »], Paris, Le Livre de poche, coll. « Science Fiction », 2001, 571 p. (ISBN 978-2-253-07231-7 et 2-253-07231-1)